# Alliopsis longiceps
Alliopsis longiceps este o specie de muște din genul Alliopsis, familia Anthomyiidae. A fost descrisă pentru prima dată de Ringdahl în anul 1935.
Este endemică în Finlanda. Conform Catalogue of Life specia Alliopsis longiceps nu are subspecii cunoscute.